# Iota Leonis
Iota Leonis (ι Leo, ι Leonis) è una stella situata nella costellazione del Leone di magnitudine apparente 4,00, distante 77 anni luce dal sistema solare.

## Osservazione
Si tratta di una stella situata nell'emisfero celeste boreale, ma grazie alla sua posizione vicino all'equatore celeste può essere osservata da tutte le regioni della Terra. Nei pressi del circolo polare artico appare circumpolare, mentre resta sempre invisibile solo in prossimità dell'Antartide. Essendo di magnitudine 4,00 la si può osservare anche dai piccoli centri urbani, sebbene un cielo non eccessivamente inquinato sia maggiormente indicato per la sua individuazione.

## Caratteristiche fisiche
Iota Leonis è una binaria spettroscopica, costituita da una componente principale di tipo spettrale F3V, anche se varie pubblicazioni la classificano di classe FIV, ossia come subgigante gialla piuttosto che come stella bianco-gialla di sequenza principale. La secondaria, di magnitudine 6,7, dovrebbe essere una nana gialla di classe G, con un periodo orbitale di circa 192 anni ed un'orbita attorno al comune centro di massa piuttosto eccentrica.